# クレイグ・ディクソン
クレイグ・ディクソン（Craig Kline Dixon、1926年3月3日 - 2021年2月25日）は、アメリカ合衆国の元陸上競技選手である。彼は1948年に開催されたロンドンオリンピックの男子110メートルハードルで銅メダルを獲得した。

## 経歴
ディクソンは主に110メートルハードル走を得意とした選手で、ロンドンオリンピックでは予選と準決勝をそれぞれ14秒4の記録で1位で通過して決勝に臨んだ。決勝では同じアメリカ代表のウィリアム・ポーター、クライド・スコットに続いて14秒1の記録で銅メダルを獲得した。
ディクソンの選手としてのピークは、ロンドンオリンピックの1年後にやってきた。1949年に彼はAAUとNCAAの選手権で優勝し、ハードルの試合で59連勝していた。ディクソンは1952年ヘルシンキオリンピックの代表として強く期待されたが、代表最終選考の競技会で8つ目のハードルを倒してしまい、出場を逃している。